# Croton novae-astigis
Espèce
Croton novae-astigis est une espèce de plantes à fleurs du genre Croton et de la famille des Euphorbiaceae présente aux Philippines.